# Vinci Grossi
Vinci Grossi (Perugia, 7 aprile 1924 – 20 aprile 2000) è stato un politico italiano.

## Biografia
Laureato in medicina e chirurgia, fu primario di radiologia. 
Impegnato in politica con il Partito Comunista Italiano, fu presidente della provincia di Perugia dal 1975 al 1979. Successivamente fu senatore per due legislature consecutive (l'VIII e la IX), rimanendo in carica a Palazzo Madama dal 1979 al 1987.
Morì il 20 aprile 2000, due settimane dopo aver compiuto 76 anni.